# Шестаки (деревня, Губахинский муниципальный округ)
Шестаки — упразднённая в 2005 году деревня в Пермском крае России. Входила в Губахинский муниципальный район в рамках организации местного самоуправления и была подчинена городу Губахе в рамках административно-территориального устройства. Ныне — урочище на территории Губахинского муниципального округа.

## География
Деревня расположена на возвышенности, по правому берегу реки Косьва, к западу от города Губаха.

## Население
По данным переписи населения 2002 года в деревне проживало 2 жителя (все — русские). К моменту упразднения в 2005 году постоянное население в деревне уже отсутствовало.

## История
С 2004 до 2005 гг. деревня входила в Северо-Углеуральское городское поселение Губахинского муниципального района.
Упразднена 4 июля 2005 года согласно Закону Пермской области № 2320—514 «Об административно-территориальных изменениях в Пермской области».

## Транспорт
Просёлочная дорога перпендикулярно реке до одноимённой железнодорожной станции Шестаки и посёлка при станции Шестаки. Был брод через Косьву. В XIX веке просёлочная дорога шла по берегу реки.